# 拉普拉塔河 (圣胡安河支流)
拉普拉塔河（英語：La Plata River，納瓦荷語: Tsé Dogoi Ńlíní）是美国圣胡安河的一条支流，长约70-英里（110-），流经科羅拉多州拉普拉塔县和新墨西哥州圣胡安县。这条河发源于科罗拉多州西南部的拉普拉塔山脉，距离新墨西哥州北界大约35英里。

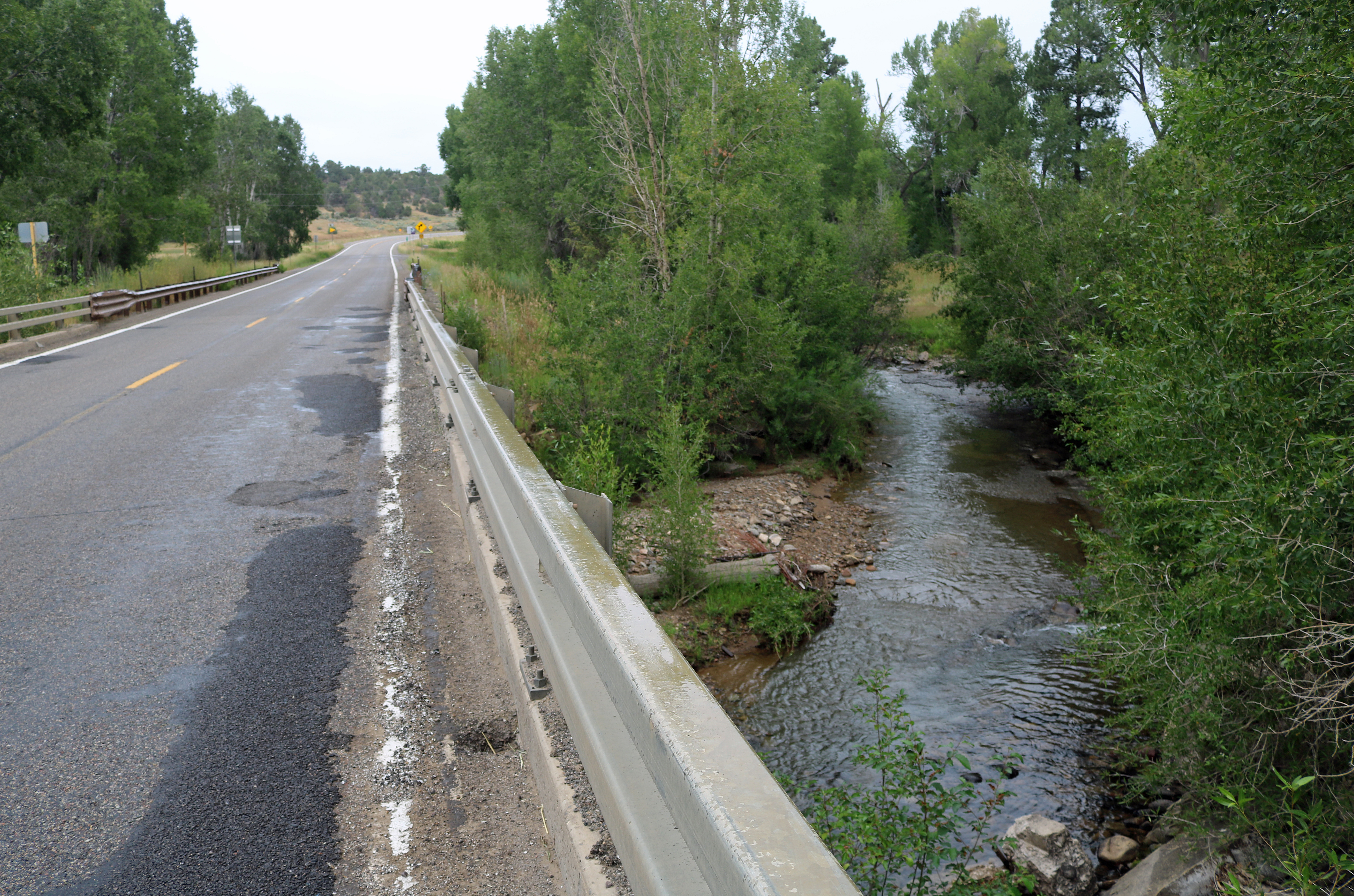
位於布林140號州際公路旁的拉普拉塔河

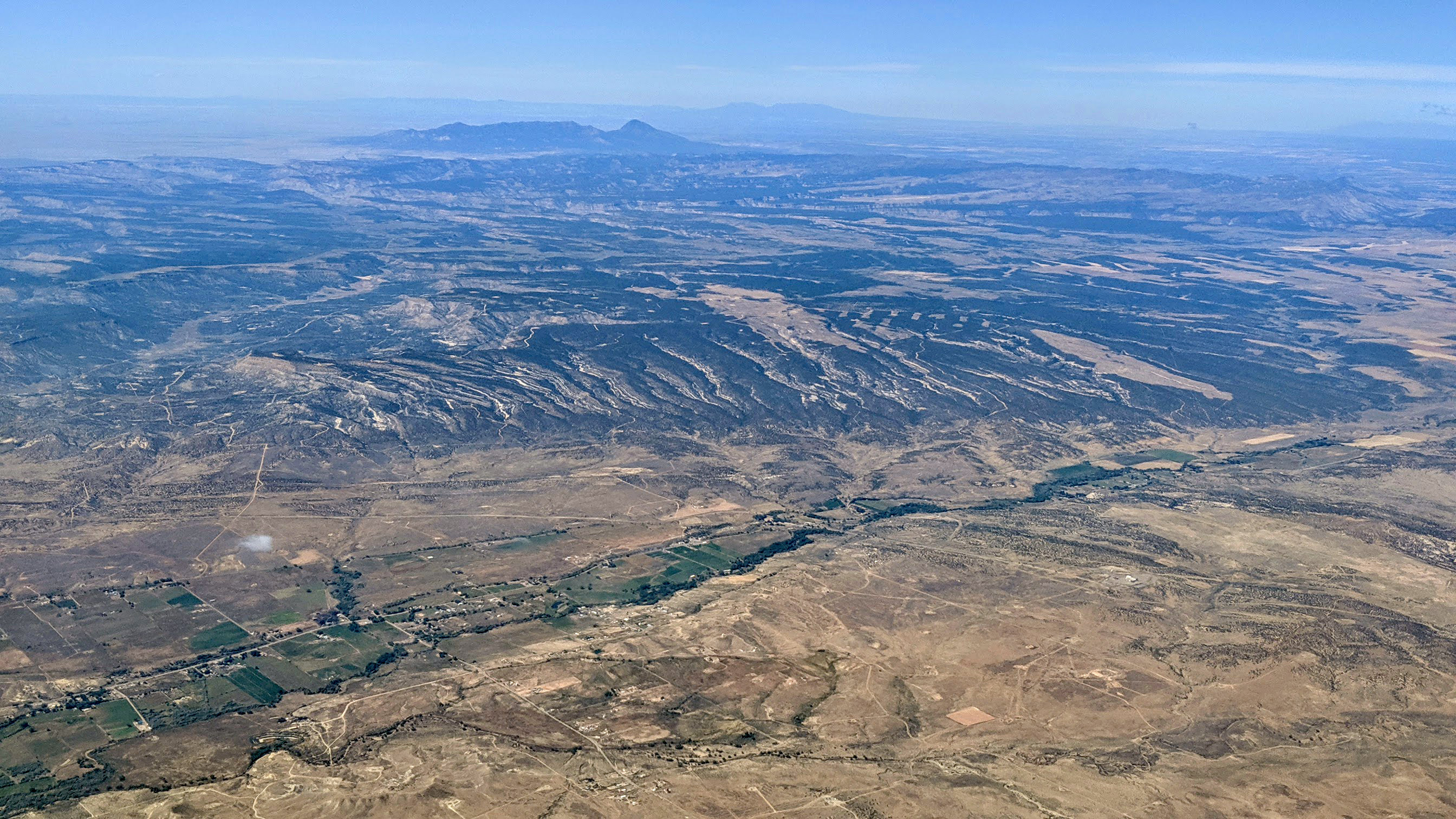
高空俯瞰位於科羅拉多州與新墨西哥州（右）交匯處的拉普拉塔河

此河流域出土了大量陶器艺术品。